# غاريقون ألبرتي
غاريقون ألبرتي (الاسم العلمي: Agaricus albertii ) هو نوع الفطريات يتبع جنس الغاريقون من الفصيلة الغاريقونية.